# Jorge Bernal (futbolista)
Jorge Bernal Alarcón (Tierra Blanca, Veracruz, México; 24 de octubre de 1979) es un exfutbolista mexicano que se desempeñaba como portero.

## Trayectoria
Debutó en el año 2003 deteniendo un penal al jugador mexicano Luis Ernesto Pérez. Su gran habilidad como atajador y su extraordinaria agilidad lo han caracterizado a lo largo de su carrera.
Ha sido pretendido por diversos equipos en México, entre ellos Cruz Azul, Tigres y San Luis, pero la directiva de los "Tiburones" ha decidido mantenerlo en sus filas, sin embargo a mediados del año 2008 su club utilizó su carta como moneda de cambio para saldar una antigua deuda con el San Luis F. C. y sus derechos pasaron a pertenecer a dicho club pero este optó por no inscribirlo en la cédula para el Torneo Apertura 2008, ni siquiera entrenaba con el conjunto "gladiador" de manera que se mantuvo inactivo y sin club durante todo ese lapso.
Para el Torneo Clausura 2009 debido a que no era tomado en cuenta por el Club San Luis, este optó por cederlo al Club Necaxa. Donde fue titular por algunos partidos pero una lesión lo alejó de las canchas, durante el tiempo que estuvo lesionado el club descendió a la ahora conocida Liga de Ascenso de México.
En la actualidad, Jorge Bernal fue traspasado para el Apertura 2009 a los Tiburones Rojos de Veracruz, equipo donde se consolidó, enamoró a la afición y regresa por una revancha personal y en busca del ascenso a la Primera División Mexicana.
En diciembre de 2010 es fichado por los Gallos Blancos de Querétaro. Después regresó a los Tiburones Rojos de Veracruz donde actualmente juega aunque esta en la banca porque el portero titular es Antonio Rodríguez de la sub-23.

## Clubes
| Club                               | País   | Año           |
| ---------------------------------- | ------ | ------------- |
| Chapulineros de Oaxaca             | México | 2003          |
| Tiburones Rojos de Veracruz        | México | 2003-2008     |
| Club Necaxa                        | México | 2009          |
| Tiburones Rojos de Veracruz        | México | 2009-2010     |
| Querétaro FC                       | México | 2010-2011     |
| Tiburones Rojos de Veracruz        | México | 2012-2013     |
| Club de Fútbol Delfines del Carmen | México | 2013-presente |